# Pireneitega taiwanensis
Pireneitega taiwanensis is een spinnensoort in de taxonomische indeling van de nachtkaardespinnen (Amaurobiidae).
Het dier behoort tot het geslacht Pireneitega. De wetenschappelijke naam van de soort werd voor het eerst geldig gepubliceerd in 1998 door Jia-Fu Wang & Ono.